# 平南镇 (灵山县)
平南镇，是中华人民共和国广西壮族自治区钦州市灵山县下辖的一个乡镇级行政单位。

## 行政区划
平南镇下辖以下地区：
平南社区、新魁村、鲁塘村、岭平村、杨梅村、勒菜村、桃禾村、白花村、古僚村、硖木村、金银村、驾马村、平南村、三里村、大山塘村、大宾村、北峡村、石基村、大洋村和塘肚村。